# Voormalige streektramlijnen in Nederland
Hieronder staat een niet-volledige lijst van een aantal voormalige streektramlijnen in Nederland.
Zie ook de lijst van bestaande tramlijnen in Nederland.

## Streektramlijnen in Nederland
Rond het jaar 1930 was het Nederlandse spoor- en tramwegennet op zijn hoogtepunt. Naast spoorlijnen waren er veel regionale tramlijnen; veelal met stoomtractie maar ook wel met paardetractie, motortractie en elektrische tractie. De opkomst van de autobus is voor de meeste tramlijnen de ondergang geworden. Hieronder een (onvolledig) overzicht van een aantal tramlijnen (aanvullingen welkom).

### Groningen
- Tramlijn Zuidbroek - Ter Apel (EGTM; paardentram)
- Tramlijn Veendam - Nieuwe Pekela (EGTM; paardentram)
- Tramlijn Winsum - Ulrum (WU; paardentram)
- Tramlijn Groningen - Eelde (GPE; paardentram)
- Tramlijn Groningen - Zuidlaren (TMZG; paardentram)
- Tramlijn Groningen - Haren - De Punt (GTG; elektrische tram)
- Tramlijn Drachten - Groningen (NTM; stoomtram; motortram)
- Tramlijn Winschoten - Ter Apel (OG; stoomtram)
- Tramlijn Winschoten - Delfzijl (OG; stoomtram)
- Tramlijn Blijham - Bellingwolde (OG; stoomtram)
- Tramlijn Winschoten - Scheemda (SOP; stoomtram)
- Tramlijn Winschoten - Stadskanaal (SOP; stoomtram)
- Tramlijn Erm - Ter Apel (EDS; stoomtram)
- Tramlijn Coevorden - Ter Apel (DSM; stoomtram)

### Friesland
- Tramlijn Heerenveen - Joure (NTM; stoomtram, motortram)
- Tramlijn Joure - Lemmer (NTM; stoomtram, motortram)
- Tramlijn Joure - Sneek (NTM; stoomtram)
- Tramlijn Sneek - Bolsward (NTM; stoomtram, motortram)
- Tramlijn Bolsward - Harlingen (NTM; stoomtram)
- Tramlijn Harkezijl - Makkum (NTM; paardentram)
- Tramlijn Franeker - Arum (NTM; stoomtram)
- Tramlijn Franeker - Marssum (NTM; stoomtram)
- Tramlijn Leeuwarden - Sint Jacobiparochie (NTM; stoomtram)
- Tramlijn Berlikum - Sint Annaparochie (NTM; paardentram)
- Tramlijn Dokkum - Veenwouden (NTM; paardentram, stoomtram)
- Tramlijn Veenwouden - Drachten (NTM; paardentram, stoomtram)
- Tramlijn Drachten - Groningen (NTM; stoomtram, motortram)
- Tramlijn Heerenveen - Drachten (NTM; stoomtram)
- Tramlijn Lippenhuizen - Oosterwolde (NTM; stoomtram)
- Tramlijn Makkinga - Steenwijk (NTM; stoomtram)
- Tramlijn Oosterwolde - Assen (NTM; stoomtram)

### Drenthe
- Tramlijn Groningen - Eelde (GPE; paardentram)
- Tramlijn Groningen - Zuidlaren (TMZG; paardentram)
- Tramlijn Oosterwolde - Assen (NTM; stoomtram)
- Tramlijn Hijkersmilde - Meppel (NTM; stoomtram)
- Tramlijn Makkinga - Steenwijk (NTM; stoomtram)
- Tramlijn Drachten - Groningen (NTM; stoomtram; motortram)
- Tramlijn Hoogeveen - Nieuw-Amsterdam (EDS; stoomtram)
- Tramlijn Assen - Coevorden (EDS; stoomtram)
- Tramlijn Erm - Ter Apel (EDS; stoomtram)
- Tramlijn Coevorden - Ter Apel (DSM; stoomtram)
- Tramlijn Slagharen - Hoogeveen (DSM; stoomtram)
- Tramlijn Meppel - Balkbrug (MB; stoomtram)

### Overijssel
- Tramlijn Oldenzaal - Denekamp (NWSM); HSM; stoomtram)
- Tramlijn Oldenzaal - Gronau (NWSM); HSM; stoomtram)
- Tramlijn Enschede - Glanerbrug (TET; elektrische tram)
- Tramlijn Meppel - Balkbrug (MB; stoomtram)
- Tramlijn Slagharen - Hoogeveen (DSM; stoomtram)
- Tramlijn Lutten - Heemse (DSM; stoomtram)
- Tramlijn Zwolle - Coevorden (DSM; stoomtram)
- Tramlijn Zwolle - Blokzijl (ZB; stoomtram)
- Tramlijn Makkinga - Steenwijk (NTM; stoomtram, motortram)
- Tramlijn Zutphen - Deventer (ZE; stoomtram)
- Tramlijn Deventer - Borculo (GOSM; stoomtram)
- Tramlijn Wezep - De Zande; (NBM; stoomtram)

### Gelderland
- Tramlijn Arnhem - Isselburg-Anholt (GTM; stoomtram)
- Tramlijn Deventer - Borculo (GOSM; stoomtram)
- Tramlijn Ede - Wageningen (NRS; stoomtram)
- Tramlijn Groenlo - Lievelde; (paardentram, stoomtram, motortram)
- Tramlijn Lievelde - Zeddam; (GWSM; stoomtram)
- Tramlijn Lichtenvoorde - Bocholt; (GWSM; stoomtram)
- Tramlijn Nunspeet - Hattemerbroek; (NBM; stoomtram)
- Tramlijn Wezep - De Zande; (NBM; stoomtram)
- Tramlijn Arnhem - Lent; (BSM; stoomtram)
- Tramlijn Elst - Bemmel; (BSM; stoomtram)
- Tramlijn Elden - Lent; (BSM; stoomtram)
- Tramlijn Bemmel - Pannerden; (BSM; stoomtram)
- Tramlijn Huissen - Doornenburg; (BSM; stoomtram)
- Tramlijn Nijmegen - Berg en Dal; (NmT; stoomtram)
- Tramlijn Nijmegen - Sint Anna; (NmT; stoomtram)
- Tramlijn Neerbosch - Beek (NmT; stoomtram)
- Tramlijn Nijmegen - Wamel (SMW; stoomtram)
- Tramlijn Amersfoort - Arnhem (OSM, NBM; stoomtram, paardentram, motortram en elektrische tram; deels tegelijkertijd;
- Tramlijn Zutphen - Eefde (GPM; Paardentram)
- Tramlijn Zutphen - Hengelo (Gld) (TMDG; stoomtram)
- Tramlijn Zutphen - Emmerik (ZE; stoomtram)
- Tramlijn Zutphen - Deventer (ZE; stoomtram)
- Tramlijn Tiel - Culemborg (TBC; stoomtram)

### Utrecht
- Tramlijn Utrecht - Zeist (STM, NBM; paardentram, elektrische tram)
- Tramlijn Amersfoort - Arnhem (OSM, NBM; stoomtram, paardentram, motortram en elektrische tram; deels tegelijkertijd;
- Tramlijn Soest - Baarn (SP; NCS; gemeentetram: paardentram, tractortram)
- Tramlijn Utrecht - Vreeswijk; (IJSM, SBV/TBV: stoomtram, paardentram, tractortram)
- Tramlijn Den Dolder - Soesterberg; (Vliegkamp Soesterberg: motortram)

### Noord-Holland

Overzicht van spoor- en tramwegen in West-Friesland en de Kop van Noord-Holland rond 1920 (klik voor vergroting)

- Tramlijn Alkmaar - Bergen aan Zee (HSM; stoomtram)
- Tramlijn Alkmaar - Schagen (HSM; stoomtram)
- Tramlijn Amsterdam - Laren (GSM; stoomtram; motortram)
- Tramlijn Amsterdam - Sloten (paardentram, tractortram)
- Tramlijn Amsterdam - Sloterdijk (stoomtram, paardentram, elektrische tram)
- Tramlijn Amsterdam - Volendam (NZH; stoomtram; elektrische tram)
- Tramlijn Amsterdam - Zandvoort (NZH; elektrische tram)
- Tramlijn Beverwijk - Wijk aan Zee (EPU; paardentram)
- Tramlijn Bussum - Huizen (GSM; stoomtram; motortram)
- Tramlijn Castricum - Bakkum (paardentram; elektrische tram)
- Tramlijn Egmond aan Zee - Alkmaar (HSM; stoomtram)
- Tramlijn Van Ewijcksluis - Schagen (HSM; stoomtram)
- Tramlijn Haarlem - Alkmaar (NZH; stoomtram)
- Tramlijn Haarlem - Leiden (NZH; stoomtram; elektrische tram)
- Tramlijn Helder - Huisduinen (stoomtram)
- Tramlijn Hilversum - 's-Graveland ('sGTM; paardentram)
- Tramlijn Hilversum - Huizen (GSM; stoomtram; motortram)
- Tramlijn Hoorn - Bovenkarspel-Grootebroek (ZK; HSM; stoomtram, later motortram)
- Tramlijn Hoorn - Enkhuizen (paardentram)
- Tramlijn Kwadijk - Volendam (HSM; stoomtram)
- Tramlijn Het Schouw - Alkmaar (NZH; stoomtram; elektrische tram)
- Tramlijn Wognum - Schagen (SMWF; HSM; stoomtram)

### Zuid-Holland
- Tramlijn Den Haag Conradkade - Anna Paulownastraat (HSM; stoomtram)
- Tramlijn Den Haag HSM - Scheveningen Strand (HSM; stoomtram)
- Tramlijn Gouda - Bodegraven; (GB); stoomtram)
- Tramlijn Gouda - Oudewater; (GO); stoomtram)
- Tramlijn Gouda - Schoonhoven (SS; stoomtram)
- Tramlijn Haarlem - Leiden (NZH; stoomtram; elektrische tram)
- Tramlijn Leiden - Scheveningen (NZH; elektrische tram)
- Tramlijn Leiden - Katwijk (RSTM; stoomtram; elektrische tram)
- Tramlijn Rijnsburg - Noordwijk (HSM; stoomtram; elektrische tram)
- Tramlijn Den Haag Huygensplein - Delft Rotterdammerpoort (HTM; stoomtram)
- Tramlijn Den Haag - Leiden Haarlemmerstraat (HTM; elektrische tram)
- Tramlijn Den Haag SS - Scheveningen (NRS; stoomtram)
- Tramlijn Leiden Noordeinde - Den Haag (IJSM; stoomtram)
- Tramlijn Den Haag - Loosduinen (WSM; stoomtram)
- Tramlijn Loosduinen - Kijkduin (WSM; stoomtram)
- Tramlijn Loosduinen - Poeldijk (WSM; stoomtram)
- Tramlijn Poeldijk - Hoek van Holland (WSM; stoomtram)
- Tramlijn Poeldijk - Maaslandse Dam (WSM; stoomtram)
- Tramlijn Maaslandse Dam - Maassluis (WSM; stoomtram)
- Tramlijn Maaslandse Dam - Delft (WSM; stoomtram)
- Tramlijn Rotterdam - Spijkenisse (RTM; stoomtram; motortram)
- Tramlijn Spijkenisse - Oostvoorne (RTM; stoomtram; motortram)
- Tramlijn Spijkenisse - Hellevoetsluis (RTM; stoomtram; motortram)
- Tramlijn Rotterdam - Zuid-Beijerland (RTM; stoomtram; motortram)
- Tramlijn Barendrecht - Zwijndrecht (RTM; stoomtram)
- Tramlijn Blaaksche Dijk - Strijen (RTM; stoomtram; motortram)
- Tramlijn Krooswijk - Goudswaard (RTM; stoomtram; motortram)
- Tramlijn Middelharnis - Ooltgensplaat (RTM; stoomtram; motortram)
- Tramlijn Middelharnis - Ouddorp (RTM; stoomtram; motortram)

### Zeeland
- Tramlijn Anna Jacobapolder - Steenbergen (RTM; stoomtram; motortram)
- Tramlijn Zijpe - Burgh (RTM; stoomtram; motortram)
- Tramlijn Goes - Hoedekenskerke - Goes (NS; stoomtram; motortram)
- Tramlijn Goes - Wemeldinge (NS; stoomtram; motortram)
- Tramlijn Goes - Wolphaartsdijkse Veer (NS; stoomtram; motortram)
- Tramlijn Hansweert - Vlake (SHV; stoomtram)
- Tramlijn Vlissingen - Middelburg (VM; stoomtram; elektrische tram)
- Tramlijn Middelburg - Domburg (SW; stoomtram)
- Tramlijn Koudekerke - Vlissingen (SW; stoomtram)
- Tramlijn Hulst - Walsoorden (SHW; stoomtram, motortram)
- Tramlijn Schoondijke - Veldzicht (IJzSM; stoomtram; motortram)
- Tramlijn Breskens - Maldegem (SBM; stoomtram)
- Tramlijn Draaibrug - Sluis (SBM; stoomtram, in Sluis aansluiting op NMVB-tram naar Knokke, en daar aansluiting op de Kusttram, en die bestaat nog steeds)
- Tramlijn Oostburg - Cadzand (SBM; stoomtram)
- Tramlijn Breskens - Sluis (SBM; stoomtram)
- Tramlijn Cadzand - Cadzand Haven (SBM; stoomtram)
- Tramlijn IJzendijke - Drieschouwen (ZVTM; stoomtram; motortram)
- Tramlijn Sas van Gent - Zelzate (ZVTM; stoomtram; motortram)
- Tramlijn Drieschouwen - Moerbeke (ZVTM; stoomtram; motortram)
- Tramlijn Drieschouwen - Kloosterzande (ZVTM; stoomtram; motortram)
- Tramlijn Philippine - Zaamslag (ZVTM; stoomtram; motortram)
- Tramlijn Hoofdplaat - Pyramide (ZVTM; stoomtram; motortram)
- Tramlijn Zaamslag - Grote Huissenspolder (ZVTM; stoomtram; motortram)
- Tramlijn Hoofdplaat - Breskens (ZVTM; stoomtram; motortram)
- Tramlijn Turkijensedijk - Stroopuit (ZVTM; stoomtram; motortram)
- Tramlijn Antwerpen - Tholen (ABT; stoomtram)

### Noord-Brabant
- Tramlijn Eindhoven - Heeze; (TEG; stoomtram)
- Tramlijn Geldrop - Helmond; (TEG; stoomtram)
- Tramlijn Helmond - Asten; (TEG; stoomtram)
- Tramlijn Eindhoven - Reusel; (Tramweg-Maatschappij "De Meijerij")
- Tramlijn Eindhoven - Sint-Oedenrode; (Tramweg-Maatschappij "De Meijerij")
- Tramlijn Sint-Oedenrode - Veghel; (Tramweg-Maatschappij "De Meijerij")
- Tramlijn Sint-Oedenrode - 's-Hertogenbosch; (OH, later Tramweg-Maatschappij "De Meijerij")
- Tramlijn Sint-Michielsgestel - Vught; (OH, later Tramweg-Maatschappij "De Meijerij")
- Tramlijn 's-Hertogenbosch - Heusden (HB; stoomtram)
- Tramlijn Drunen - Besoyen (HB; stoomtram)
- Tramlijn 's-Hertogenbosch - Helmond (HHVO; stoomtram)
- Tramlijn 's-Hertogenbosch - Vught (HHVO; paardentram)
- Tramlijn 's-Hertogenbosch Hinthamereinde - 's-Hertogenbosch SS (HHVO; paardentram)
- Tramlijn Berlicum - Zuid-Willemsvaart (HHVO; stoomtram)
- Tramlijn Veghel - Oss (CFPN, later HHVO)
- Tramlijn Veghel - Veghel haven (CFPN, later HHVO)
- Tramlijn Breda - Oosterhout (ZSM; stoomtram)
- Tramlijn Oosterhout - Keizersveer (ZSM; stoomtram)
- Tramlijn Oosterhout - Tilburg (ZSM; stoomtram)
- Tramlijn Tilburg - Waalwijk (HB; stoomtram)
- Tramlijn Tilburg - Turnhout (HB; stoomtram)
- Tramlijn 259 (NMVB): Turnhout - Beerse - Merksplas - Hoogstraten - Meersel - grens NL - Rijsbergen (stoomtram)
- Tramlijn Breda - Mastbosch (TB; paardentram)
- Tramlijn Ginneken - Breda (GiTM; paardentram)
- Tramlijn Ginneken - Ulvenhout (GiTM; stoomtram)
- Tramlijn Ginneken - Mastbosch (GiTM; stoomtram)
- Tramlijn Breda - Oudenbosch (ZNSM; paardentram; stoomtram)
- Tramlijn Breda Haagpoort - Breda SS (ZNSM; stoomtram)
- Tramlijn Princenhage - Wernhout (ZNSM, aansluiting op NMVB-lijn 64; stoomtram)
- Tramlijn Vaartkant - Leur (ZNSM; paardentram)
- Tramlijn Oudenbosch - Steenbergen (ZNSM; stoomtram)
- Tramlijn Oud Gastel - Willemstad (ZNSM; stoomtram)
- Tramlijn Gastelsveer - Roosendaal (ZNSM; stoomtram)
- Tramlijn Steenbergen - Vogelenzang (ZNSM; stoomtram)
- Tramlijn Anna Jacobapolder - Steenbergen (RTM; stoomtram; motortram)
- Tramlijn Antwerpen - Tholen (ABT; stoomtram) Gedeeltelijk NMVB-tramlijn 77.

### Limburg
- Tramlijn 485 Maastricht - Lanaken - Maaseik (NMVB)
- Tramlijn 484 Maastricht - Glaaien (NMVB)
- Tramlijn 479 Maastricht - Tongeren (NMVB)
- Tramlijn Nijmegen - Venlo (MBS; stoomtram; motortram)
- Tramlijn Venlo - Maasbree - Helden (MBS; stoomtram; motortram)
- Tramlijn Venlo - Tegelen - Steyl (VTS; paardentram)
- Tramlijn Roermond - Ittervoort (CLS; stoomtram)
- Tramlijn Roermond - Vlodrop (CLS; stoomtram)
- Tramlijn Horn - Roggel - Meijel - Deurne (CLS; stoomtram)
- Tramlijn Roermond - Sittard (LTM; stoomtram)
- Tramlijn Maastricht - Vaals (LTM; stoomtram)
- Tramlijn Heerlen - Sittard (LTM; elektrische tram)
- Tramlijn Hoensbroek - Brunssum (LTM; elektrische tram)
- Tramlijn Heerlen - Kerkrade (LTM; elektrische tram)